# Пряжка к Железному кресту

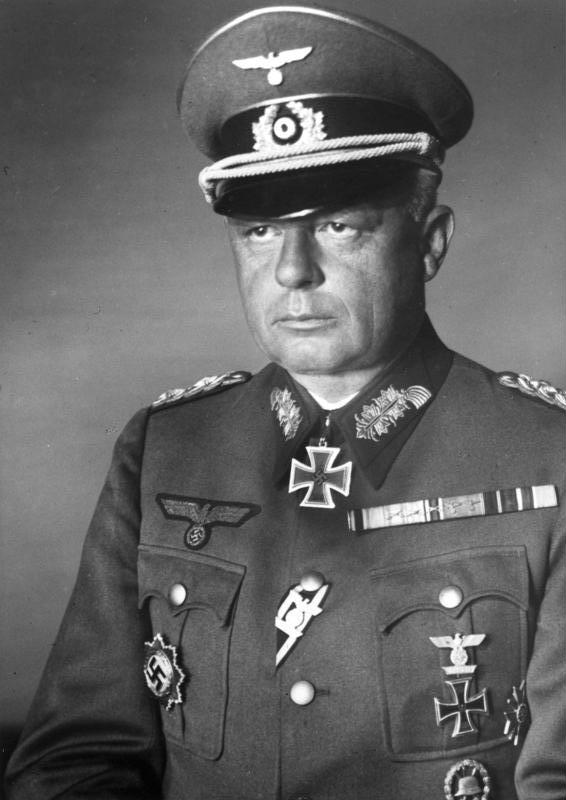
Пряжки к железному кресту 1914 года можно увидеть ниже пуговицы на продетой в пуговичную петлю ленте железного креста (второй класс), а также на левом нагрудном кармане кителя (первый класс). Генерал-полковник Йоханес Фриснер

Пряжка к Железному кресту или Застёжка к Железному кресту (нем. Wiederholungsspange zum Eisernen Kreuz) — металлический знак. Носилась на обмундировании немецких военнослужащих вермахта, которые были награждены Железным крестом в Первую мировую войну. Также она была на обмундировании многих высокопоставленных должностных и военных лиц, во время Второй мировой войны, большинство из них служили в Первой мировой войне.

## Критерии награждения

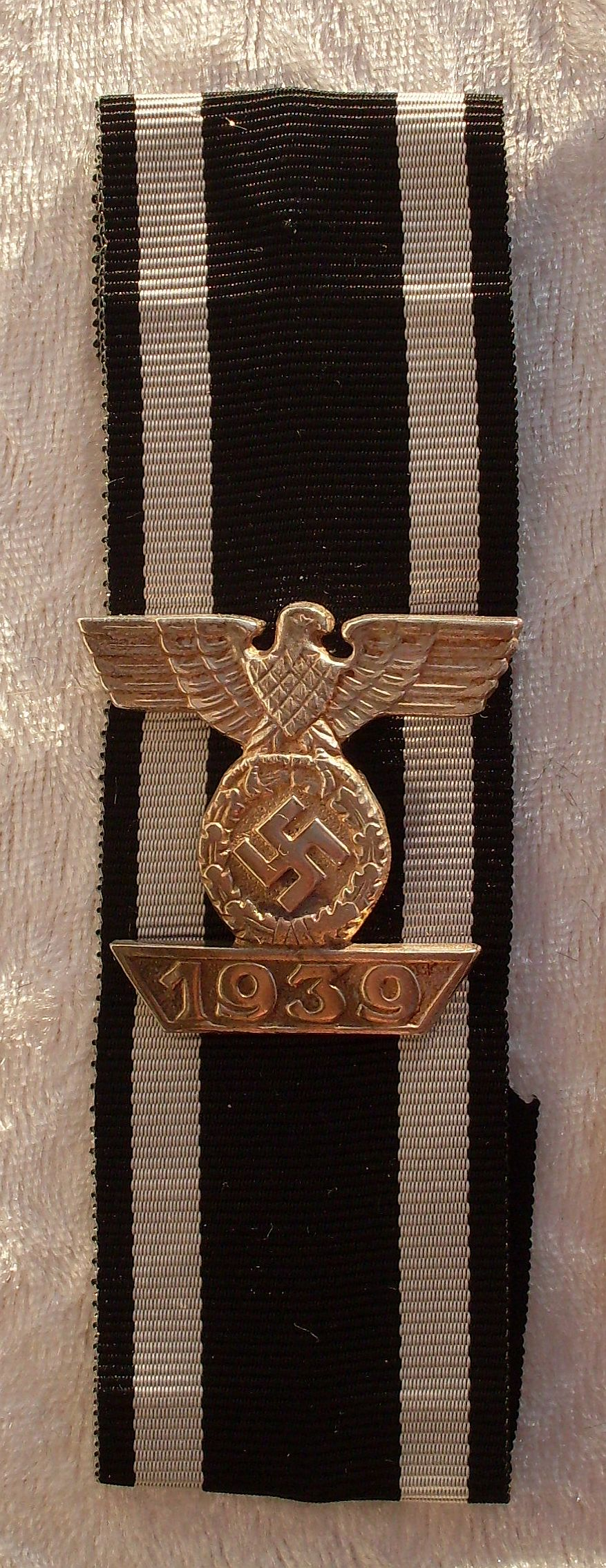
Пряжка 1939 года к Железному кресту 1914 года

Лица, награждённые Железным крестом 2-го класса 1870 года и отличившиеся в Первой мировой войне, вместо Железного креста 2-го класса 1914 года получали серебряную пристёжку с Железным крестом 1914 года уменьшенного размера, которая прикреплялась к ленте креста 1870 года.
Лица, ранее награждённые Железным крестом 1914 года одного или обоих классов и затем удостоенные Железного креста 1939 года, вместо креста получали серебряную пристёжку к соответствующему кресту 1914 года. При этом пряжка к Железному кресту 2-го класса 1914 года носилась на его ленте, а пряжка к Железному кресту 1-го класса прикреплялась непосредственно над этим крестом.

## Статистика
За заслуги во Второй мировой войне около 3 млн человек было награждено Железным крестом 2-го класса, около 420 тысяч человек было награждено пряжкой к Железному кресту 1-го класса 1914 года.

## Описание
На пряжке изображён орёл с венком дубовых листьев вокруг свастики, ниже — 1939 год.

## Изготовление
Первоначально изготовлялась из высококачественного белого металла с серебрением, но к концу войны её делали из посеребрённого цинка и из покрашенного цинка.

## Правила ношения
Пряжка второго класса прикреплялась к ленте Железного креста 1914 года, которая носилась в пуговичной петле под второй сверху пуговицей мундира или кителя.
Для первого класса пряжка носилась непосредственно над Железным крестом на левом нагрудном кармане владельца. Несмотря на то, что это были две отдельных награды, в некоторых случаях владельцы носили их вместе.